# Teoria de la dependència
La teoria de la dependència és la noció que els recursos flueixen d'una "perifèria" (dels països pobres i subdesenvolupats) a un "nucli" (dels estats rics), enriquint-se aquest últim a costa de la primera. És un argument principal de la teoria de la dependència que els països pobres són empobrits i els rics enriquits per la forma en què els estats pobres s'integren en el "sistema-món".
La teoria va sorgir com una reacció a la teoria de la modernització, una teoria de desenvolupament anterior que sostenia que totes les societats progressen a través d'etapes similars de desenvolupament, les zones subdesenvolupades d'avui estan, doncs, en una situació similar a la de les àrees desenvolupades d'avui en algun moment en el passat, i que, per tant, la tasca d'ajudar a les zones subdesenvolupades de pobresa és la d'accelerar aquesta suposada ruta comuna de desenvolupament, per diversos mitjans, com la inversió, la transferència de tecnologia, i una major integració en el mercat mundial. La teoria de la dependència rebutja aquest punt de vista, amb l'argument que els països subdesenvolupats no són simplement versions primitives dels països desenvolupats, ja que tenen característiques i estructures pròpies úniques; i, sobretot, estan en la situació de ser els membres més febles de l'economia de mercat mundial.
La teoria de la dependència ja no té molts defensors com una teoria general, però alguns autors han argumentat la seva vigència com una orientació conceptual de la divisió global de la riquesa.

## L'essencial
Les premisses de la teoria de la dependència són:
- Les nacions pobres proporcionen recursos naturals, mà d'obra barata, una destinació de la tecnologia obsoleta (de les nacions riques), i els mercats pels països desenvolupats, sense els quals les nacions riques no podrien tenir el nivell de vida de què gaudeixen.
- Les nacions riques perpetuen activament un estat de dependència per diversos mitjans. Aquesta influència és multifactorial, implicant en major o menor grau l'economia, el control dels mitjans de comunicació, la política, la banca i les finances, l'educació, la cultura i l'esport.

## Història
Teoria de la dependència s'origina en dos articles publicats el 1949 - una per Hans Singer, i l'altre per Raúl Prebisch - en els quals els autors observen que els termes d'intercanvi per als països subdesenvolupats respecte als països desenvolupats s'havien deteriorat amb el temps: els països subdesenvolupats van poder comprar cada vegada menys productes manufacturats dels països desenvolupats a canvi d'una determinada quantitat de les seves exportacions de matèries primeres.
La teoria va ser popular en les dècades dels anys 1960 i 1970 com una crítica de la teoria de la modernització (la hipòtesi de "etapes" que s'esmenta més amunt), que va anar caient cada vegada més en desús a causa de la contínua pobresa generalitzada de gran part del món.